# 터퍼비처 몸칠로
터퍼비처 몸칠로(헝가리어: Tapavicza Momcsilló, 세르비아어: Момчило Тапавица 몸칠로 타파비차, 1872년 10월 14일 ~ 1949년 1월 10일)는 헝가리의 테니스, 역도, 레슬링 선수이며 건축가였다. 그는 헝가리 왕국의 국민으로서 그리스에서 열린 1896년 하계 올림픽에 참가했다. 그는 세르비아 민족 중 올림픽 메달을 딴 첫 번째 선수였다.
터퍼비처는 테니스 단식 경기에서 동메달을 땄다. 1라운드에서는 그리스의 D. 프란고풀로스를 꺾었다. 2라운드에서는 부전승으로 준결승에 진출했다. 준결승에서는 이집트의 디오니시오스 카스다글리스에게 패배했으며 이 때는 3·4위전 경기를 하지 않았으므로 그리스의 콘스탄티노스 파스파티스와 공동 3위가 되었다. 터퍼비처는 1896년 하계 올림픽 테니스 종목에 참가한 헝가리 유일의 선수로 이 때의 나이는 23세 177일이었다.

## 스포츠 활동

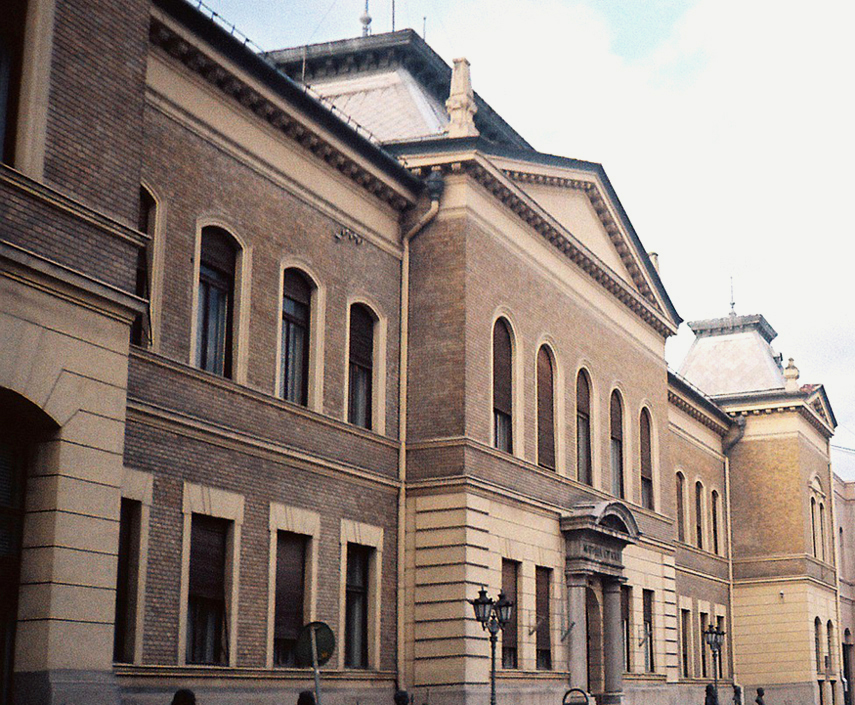
터퍼비츠저가 노비사드에 지은 마티차 스르프스카

터퍼비처는 노비사드에서 운동을 하기 시작했으며 그가 하이어 기술 학교에서 건축학과 토목공학을 배운 부다페스트로 옮겨서 운동을 계속했다.
올림픽에서는 테니스 단식 종목에 출전, 동메달을 목에 걸었다. 1라운드에서는 그리스의 D. 프란고풀로스를 꺾었다. 2라운드는 부전승을 거뒀으며 준결승에서 이집트의 디오니시오스 카스다글리스에게 패했다. 이 때는 3·4위전 경기를 하지 않았으므로 그리스의 콘스탄티노스 파스파티스와 함께 공동 3위가 되었다.
터퍼비츠저는 복식 경기에 참가하지 않았다.
현재 용상으로 알려진 역도 양손 경기)에 출전했으나 출전 선수 6명 중 갖아 낮은 80.0kg을 들어서 꼴찌를 했다.
레슬링 경기에서는 1라운드에서 스테파노스 크리스토풀로스에게 졌다. 이 둘의 실력은 대등했으나 터퍼비츠저가 먼저 지쳤고 패하고 말았다.
1904년에 부다페스트에서 노비사드로 돌아가서 조정클럽 "Danubijus"에 들어갔다.

## 건축가로서의 활동
터퍼비처는 1908년에 몬테네그로로 가서 몇몇 빌딩을 계획했다. 1차 세계 대전 때는 모로코에 살았으나 나중에 그가 자신의 건축 디자인 회사를 차린 노비사드로 돌아왔다. 그는 1949년에 사망했으며 풀라에 있는 공동묘지에 안장되었다.
건축가로 일하면서 터퍼비처 몸칠로는 노비사드의 마티차 스르프스카라는 빌딩을 디자인했으며 독일 영사관과 체티네에 있는 국립은행, 1977년에 지진으로 붕괴된 헤르체그노비의 빌딩도 디자인했다.

## 같이 보기
- 1896년 하계 올림픽 헝가리 선수단
- 1896년 하계 올림픽 테니스